# Візитка (одяг)

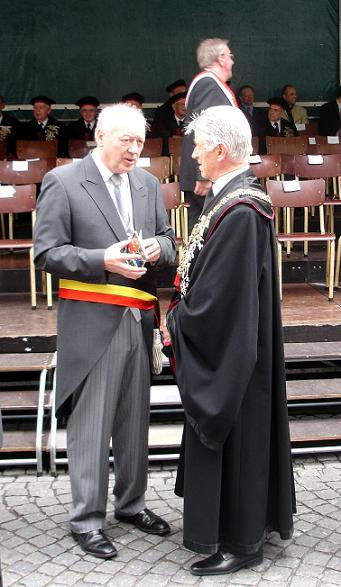
Бургомістр Брюгге у візитці (2007)

Візитка (англ. cutaway, morning dress) — елемент чоловічого костюму, різновид сюртука. На відміну від нього, у візитки відлоги розходяться спереду, утворюючи конусоподібний виріз (але не по прямій лінії, як у фрака, закруглено ззаду); візитка застібається на один ґудзик, ззаду на рівні пояса пришиті два ґудзики. Візитки, як правило темно-сірого кольору, носять з штанами в смужку, камізелькою, білою сорочкою й краваткою темних тонів та з чорними туфлями. За етикетом, візитку не прийнято носити після сьомої вечора (в цей час її замінює фрак). Як щоденний одяг візитки були поширені в XIX і на початку XX ст.
Візитки вперше з'явилися в Англії в середині XIX століття як ранковий одяг для їзди верхи. Незабаром вони стали щоденним одягом середнього та вищого класів, витісняючи фраки й сурдути, які стали вдягатися лише в особливих випадках. Після Першої світової війни візитки вийшли з щоденного вжитку; з тих пір їх надягають лише за виняткових нагод (весілля, похорони, церемоніальні політичні заходи).